# Конструкционная сталь
Конструкцио́нная сталь — сталь, которая применяется для изготовления различных деталей, механизмов и конструкций в машиностроении и строительстве и обладает определёнными механическими, физическими и химическими свойствами. Конструкционные стали подразделяются на несколько подгрупп.

## Качество конструкционных углеродистых сталей
Качество конструкционных углеродистых сталей определяется наличием в стали вредных примесей фосфора (P) и серы (S). Фосфор придаёт стали хладноломкость
(хрупкость). Сера — самая вредная примесь — придаёт стали красноломкость. Содержание вредных примесей в стали:
- Обыкновенного качества — P и S — до 0,05 % (маркировка Ст).
- Качественная — P и S — до 0,035 % (маркировка Сталь).
- Высококачественная — P и S — до 0,025 % (маркировка А в конце марки).
- Особовысококачественная — Р и S — до 0,015 % (маркировка Ш в конце марки).

## Стали конструкционные углеродистые обыкновенного качества
Широко применяются в строительстве и машиностроении как наиболее дешёвые, технологичные, обладающие необходимыми свойствами при изготовлении конструкций массового назначения. В основном эти стали используют в горячекатанном состоянии без дополнительной термической обработки с ферритно-перлитной структурой.
В зависимости от последующего назначения конструкционные углеродистые стали обыкновенного качества ранее подразделялись на три группы: А, Б, В. В актуальной версии ГОСТ 380—2005 данная классификация отсутствует.

### По степени раскисления
Степень раскисления определяется содержанием кремния (Si) в этой стали. По степени раскисления углеродистые стали обыкновенного качества делятся на:
- спокойные (СП) — не менее 0,12 % (Si)
- полуспокойные (ПС) — 0,07-0,12 % (Si)
- кипящие (КП) — не более 0,07 % (Si)

### Маркировка
Основные марки конструкционных углеродистых сталей обыкновенного качества:
Ст1кп2; Ст2пс; Ст3Гпс; Ст4-2; … Ст6сп3.
- Ст — показывает, что сталь обыкновенного качества.
- Первое число — номер по ГОСТу (от 0 до 6).
- Буква Г после первого числа — повышенное содержание марганца (Mn) (служит для повышения прокаливаемости стали).
- сп; пс; кп — степень раскисления стали. спокойная, полуспокойная, кипящая. Чем спокойнее сталь, тем более однородной структурой и химическим составом по сечению отливки она обладает.
- Второе число — номер категории стали (от 1 до 6 — чем больше число, тем большее количество параметров стали контролируется). Сталь 1-й категории числом не обозначается.
- Тире между числами указывает, что заказчик не предъявлял требований к степени раскисления стали.

### Применение
- Ст1; Ст2 — проволока, гвозди, заклёпки.
- Ст3; Ст4 — крепёжные детали, фасонный прокат.
- Ст5; Ст6 — слабонагруженные валы, оси.

## Стали углеродистые качественные (улучшаемые)
Качественными углеродистыми сталями являются стали марок: Сталь08; Сталь10; Сталь15 …; Сталь78; Сталь80; Сталь85,
Также к этому классу относятся стали с повышенным содержанием марганца (Mn — 0.7-1.0 %): Сталь 15Г; 20Г … 65Г, имеющие повышенную прокаливаемость.

### Маркировка
- Сталь — слово «Сталь» указывает, что данная углеродистая сталь качественная. (В настоящее время слово «Сталь» не пишется, указывается только индекс и последующие буквы)
- Число — указывает на содержание в стали углерода (С) в сотых долях процента.

### Применение
Низкоуглеродистые стали марок Сталь08, Сталь08КП, Сталь08ПС относятся к мягким сталям, применяемым чаще всего в отожжённом состоянии для изготовления деталей методом холодной штамповки — глубокой вытяжки. Стали марок Сталь10, Сталь15, Сталь 20, Сталь 25 обычно используют как цементируемые, а высокоуглеродистые Сталь60 … Сталь85 — для изготовления пружин, рессор, высокопрочной проволоки и других изделий с высокой упругостью и износостойкостью.
Сталь 30 … Сталь 50 и аналогичные стали с повышенным содержанием марганца Сталь30Г, Сталь40Г, Сталь50Г применяют для изготовления самых разнообразных деталей машин.

## Стали повышенной обрабатываемости (автоматные)
К сталям с повышенной обрабатываемостью или автоматным сталям относят стали с высоким содержанием серы (S) и фосфора (P), а также стали, специально легированные селеном (Se), теллуром (Те) или свинцом (Pb), также небольшим количеством висмута (Bi). Указанные элементы способствуют повышению скорости резания, уменьшают усилие резания и изнашиваемость инструмента, улучшают чистоту и размерную точность обработанной поверхности, облегчают отвод стружки из зоны резания и т. д. Эти стали используют в массовом производстве для изготовления деталей на станках-автоматах. Стали, легированные серой и/или фосфором, применяются только для изготовления неответственных деталей, не работающих при повышенных и пониженных температурах, из-за свойств хрупкости, хладноломкости, красноломкости, низкой ударной вязкости. В то же время для более ответственных и нагруженных деталей и элементов конструкций и механизмов допустимо применять автоматные стали, легированные кальцием или свинцом, такие стали применяются, например, в автомобилестроении.
Стали с повышенным содержанием серы и фосфора обладают пониженными механическими свойствами и их используют для изготовления малонагруженных неответственных деталей (например, метизов).
Автоматные стали обладают плохой свариваемостью, потому они почти не применяются для изготовления деталей, которые предполагается соединять сваркой.
По мере развития технологий лазерной резки были разработаны специальные конструкционные стали для лазерной резки. Их отличительной особенностью является более предсказуемое поведение листа после резки (пониженный уровень внутренних напряжений в металле).

### Маркировка
В начале обозначения марки автоматной стали всегда стоит буква «А», например А12, А20, А35.

## Легированные конструкционные стали
Легированные конструкционные стали применяются для наиболее ответственных и тяжелонагруженных деталей машин. Практически всегда эти детали подвергаются окончательной термической обработке — закалке с последующим высоким отпуском в районе 550—680 °C (улучшение), что обеспечивает наиболее высокую конструктивную прочность.
Легирующие элементы — химические элементы, которые вносят в состав конструкционных сталей для придания им требуемых свойств. Ведущая роль легирующих элементов в конструкционных сталях заключается и в существенном повышении их прокаливаемости. Основными легирующими элементами этой группы сталей являются хром (Cr), марганец (Mn), никель (Ni), молибден (Mo), ванадий (V) и бор (В). Содержание углерода (С) в легированных конструкционных сталях — в пределах 0.25-0.50 %.
Конструкционную сталь с содержанием хрома, марганца и кремния около 1 % каждого элемента, а также с содержанием от 0,17 до 0,39 % углерода называют хромансиль.

### Маркировка
Две цифры в начале маркировки указывают на конструкционные стали. Это содержание в стали углерода в сотых долях процента.
- Буква без цифры — определённый легирующий элемент с содержанием в стали менее 1 %.(А — азот, Р — бор, Ф — ванадий, Г — марганец, Д — медь, К — кобальт, М — молибден, Н — никель, С — кремний, Х — хром, П — фосфор, Ч — редкоземельные металлы, В — вольфрам, Т — титан, Ю — алюминий, Б — ниобий)
- Буква и цифра после неё — определённый легирующий элемент с содержанием в процентах (цифра).
- Буква А в конце маркировки — указывает на высококачественную сталь.

Например 38Х2Н5МА — это среднелегированная высококачественная хромоникелевая конструкционная сталь. Химический состав: углерод — около 0,38 %; хром — около 2 %; никель — около 5 %; молибден — около 1 %.

## Стали конструкционные теплоустойчивые
К теплоустойчивым конструкционным относятся стали, используемые в энергетическом машиностроении для изготовления котлов, сосудов, паронагревателей, паропроводов, а также в других отраслях промышленности для работы при повышенных температурах. Рабочие температуры теплоустойчивых сталей достигают 600—650 °C, причём детали из них должны работать без замены длительное время (до 10000-20000 ч.).
При давлениях 6 МПа и температурах до 400 °C используются углеродистые котельные стали (12К, 15К, 18К, 20К). Для деталей энергоблоков, работающих при давлении до 25.5 МПа и температурой до 585 °C применяются стали, легированные хромом, молибденом, ванадием. Содержание углерода 0.08-0.27 %.
Термообработка этих сталей заключается в закалке или нормализации с обязательным высоким отпуском.

## Стали конструкционные подшипниковые
Особенностью эксплуатации подшипников являются высокие локальные нагрузки. В связи с этим к чистоте стали предъявляются чрезвычайно высокие требования, особенно по неметаллическим включениям карбидной неоднородности. Обеспечение высокой статической грузоподъёмности достигается применением в качестве материала для подшипников заэвтектоидных легированных хромом сталей, обработанных на высокую твёрдость.

### Маркировка
ШХ9, ШХ15.
- Содержание углерода — около 1 %;
- Содержание хрома в десятых долях процента (например: ШХ15 — хром — около 1,5 %)

## Стали конструкционные рессорно-пружинные
14ХН4А, 38Х2Н5М, 20ХН3А.
Общее требование, предъявляемое к рессорно-пружинным сталям, — обеспечение высокого сопротивления малым пластическим деформациям (предел упругости) и релаксационной стойкости (сопротивление релаксации напряжений). Эти характеристики обеспечивают точность и надёжность работы пружин и постоянство во времени таких эксплуатационных свойств, как крутящий момент, силовые параметры. Пружинные стали в виде проволоки и ленты упрочняют холодной пластической деформацией и закалкой на мартенсит с последующим отпуском. Готовые пружины подвергают стабилизирующему отпуску.